# Тичина Ігор Олегович
Ігор Олегович Тичина  (21 січня 2001, м. Коростень, Житомирська область — 1 січня 2022, м. Харків) — солдат Збройних Сил України, учасник російсько-української війни, який загинув в ході російсько-української війни. Кавалер ордена «За мужність» III ступеня (2023, посмертно).

## Життєпис
Народився 21 січня 2001 року у місті Коростені на Житомирщині. З дитинства займався волейболом. 
Призваний для проходження військової служби в 2021 році. Виконував обов'язки в районі проведення ООС. 
27 грудня 2021 року, отримав кульове поранення в голову поблизу селища Нью Йорк Донецької області. 
Помер 1 січня 2022 року в реанімації лікувального закладу м. Харкова.
Залишилась мати та дві сестри.